# Thoma Luarasi
Thoma Luarasi (ur. 7 kwietnia 1907 w Sofii, zm. 2 maja 1986 w Tiranie) – albański dyplomata i tłumacz.

## Życiorys
Syn albańskiego działacza niepodległościowego Kristo Luarasiego (1875-1934) i Polikseni z d. Dhespoti. Urodził się w Sofii, dokąd w 1896 wyemigrował jego ojciec. W 1930 ukończył studia z zakresu prawa i ekonomii na Uniwersytecie Sofijskim i obronił pracę doktorską z zakresu prawa. Jego rodzina z początkiem lat 20. powróciła do Tirany, z wyjątkiem Thomy, który kontynuował studia. Od 1924 pracował w albańskim konsulacie w Sofii. W 1930 powrócił do kraju i podjął pracę III sekretarza w ministerstwie spraw zagranicznych (Wydział Polityczny). W 1932 zajął się opracowaniem dokumentów dyplomatycznych z zasobów ministerstwa i stworzeniem ich funkcjonalnego rejestru.
W roku 1932 wyjechał do Belgradu, gdzie pracował jako trzeci sekretarz poselstwa albańskiego w Jugosławii. W 1933 powrócił do Albanii na swoje poprzednie stanowisko. W 1935 ponownie wyjechał z kraju obejmując funkcję drugiego sekretarza w albańskim konsulacie generalnym w Aleksandrii. Placówka w Aleksandrii została jednak zlikwidowana, a Luarasi został przeniesiony do Genewy, gdzie w 1936 objął stanowisko sekretarza albańskiego przedstawicielstwa przy Lidze Narodów. W latach 1938–1939 pełnił równolegle funkcję sekretarza w poselstwie albańskim w Berlinie. Swoją misję dyplomatyczną zakończył w kwietniu 1939, po agresji włoskiej na Albanię.
Wrócił do kraju w sierpniu 1939 i rozpoczął pracę w kontrolowanej przez Włochów administracji albańskiej. Po przyłączeniu Kosowa do Albanii, w 1942 został mianowany dyrektorem biura studiów i analiz w Ministerstwie Ziem Przyłączonych (alb. Ministria së Tokave te Liruara). W styczniu 1943 był członkiem komisji śledczej badającej zbrodnie czetników na ludności albańskiej zamieszkującej pogranicze Kosowa i Czarnogóry. Po kapitulacji Włoch w 1943 i okupacji Albanii przez Niemców, Luarasi przeszedł do odtworzonego ministerstwa spraw zagranicznych na stanowisko I sekretarza w sekcji traktatów, w której pracował do października 1944.
Po przejęciu władzy przez komunistów w 1944 utracił możliwość pracy w swoim zawodzie. Podanie o przyjęcie do pracy w Instytucie Studiów Albańskich zostało w 1947 odrzucone. Dzięki pomocy Todiego Lubonji, pracującego w Wydziale Kultury KC APP uzyskał możliwość zarabiania na życie tłumaczeniem książek i artykułów, poświęconych Albanii.
W 1933 podróżując po Dalmacji poznał swoją przyszłą żonę, Janinę Kaczkowską (1904-1995), absolwentkę warszawskiej Akademii Sztuk Pięknych, która w czasie podróży po Bałkanach zbierała materiały do pracy dyplomowej. Jako dyplomata musiał uzyskać specjalną zgodę króla Zoga I na małżeństwo z cudzoziemką, do którego doszło w lipcu 1937. Dwa lata później razem przyjechali do Tirany. Z tego związku przyszedł na świat syn Genc (1945–2019), inżynier przemysłu chemicznego, wieloletni wykładowca Uniwersytetu Tirańskiego. Janina Kaczkowska-Luarasi po raz ostatni odwiedziła Polskę w 1942, zmarła w 1995.